# Brunkebergsverket

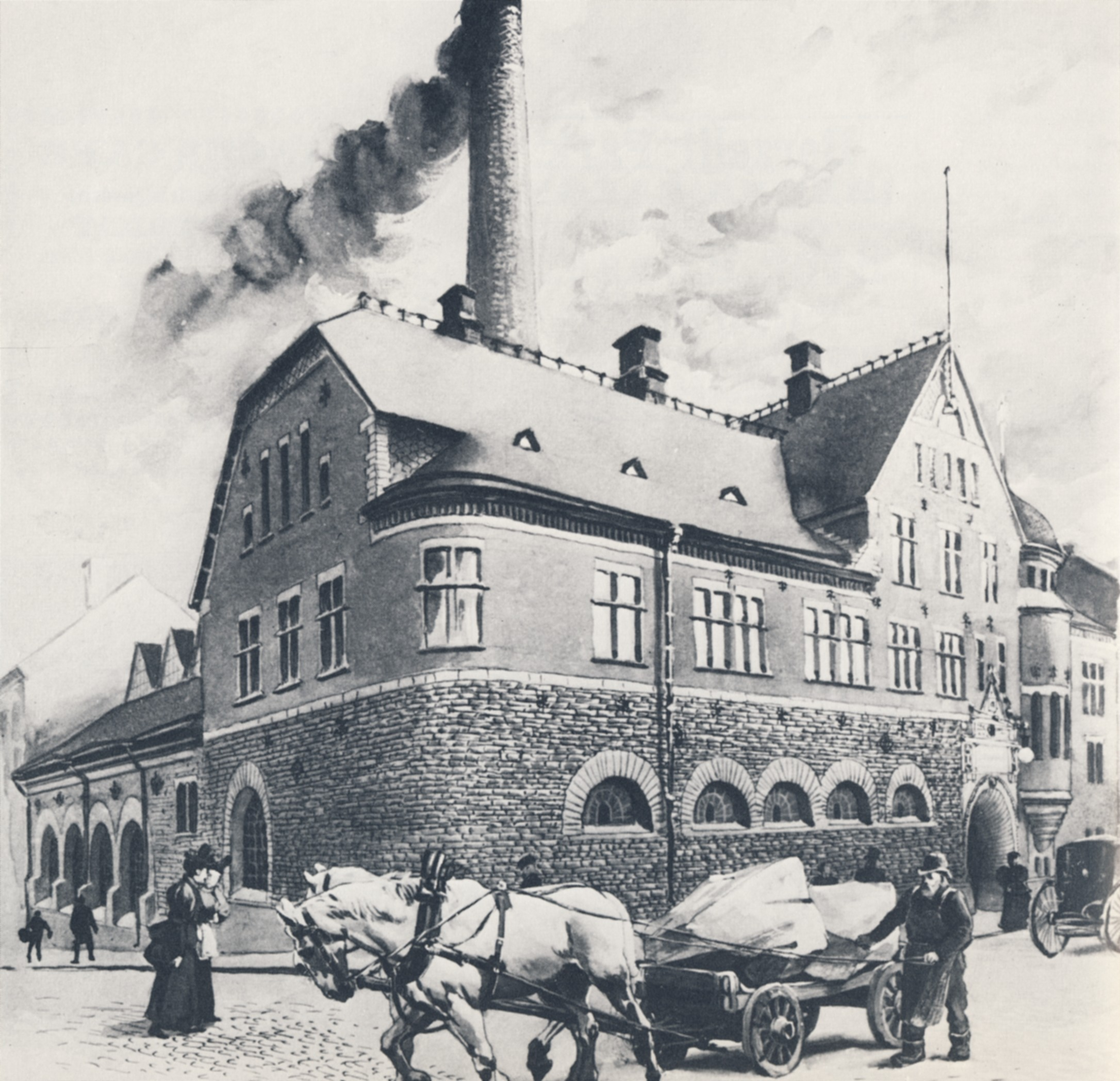
Brunkebergsverket efter en illustration av D. Ljungdahl år 1896.

Brunkebergsverket (även Brunkebergsstationen) var ett av Stockholms första elektricitetsverk som producerade elektricitet mellan åren 1892 och 1911. Verket var beläget i kvarteret Hästen vid Regeringsgatan 38 på Norrmalm, intill nuvarande Nordiska Kompaniet.
Elektricitet i Stockholm för allmänt bruk var till en början avsedd för att mata den elektriska gatubelysningen i staden. Elektriciteten hade inte bara gas att konkurrera med när det gällde belysning; även fotogenlampor nådde stor popularitet sedan de introducerats på 1870-talet.
Den 1 september 1892, knappt fyrtio år efter att den första gaslyktan tändes på Norrbro, kördes Brunkebergsverket igång, som med hjälp av ackumulatorbatterier fick ett tusental glödlampor att lysa på nedre Norrmalm.

## Bakgrund
I slutet av 1870-talet hade amerikanen Thomas Edison utfört de första praktiska proven med elektriska glödlampor och redan 1882 öppnades i New York det första elektricitetsverket för distribution av elektrisk ström till glödlampsbelysning i stor skala. I Europa blev glödlampsbelysning bekant genom den elektriska utställningen i Paris 1881, där Edisonbolaget demonstrerade den nya uppfinningen.

## Försök med elektriskt ljus i Stockholm

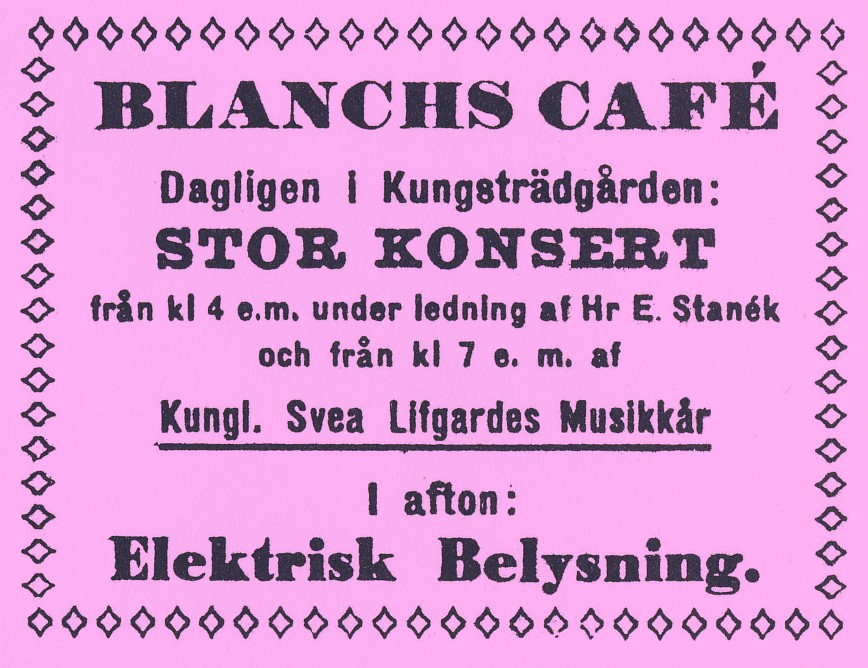
"I afton: Elektrisk Belysning"

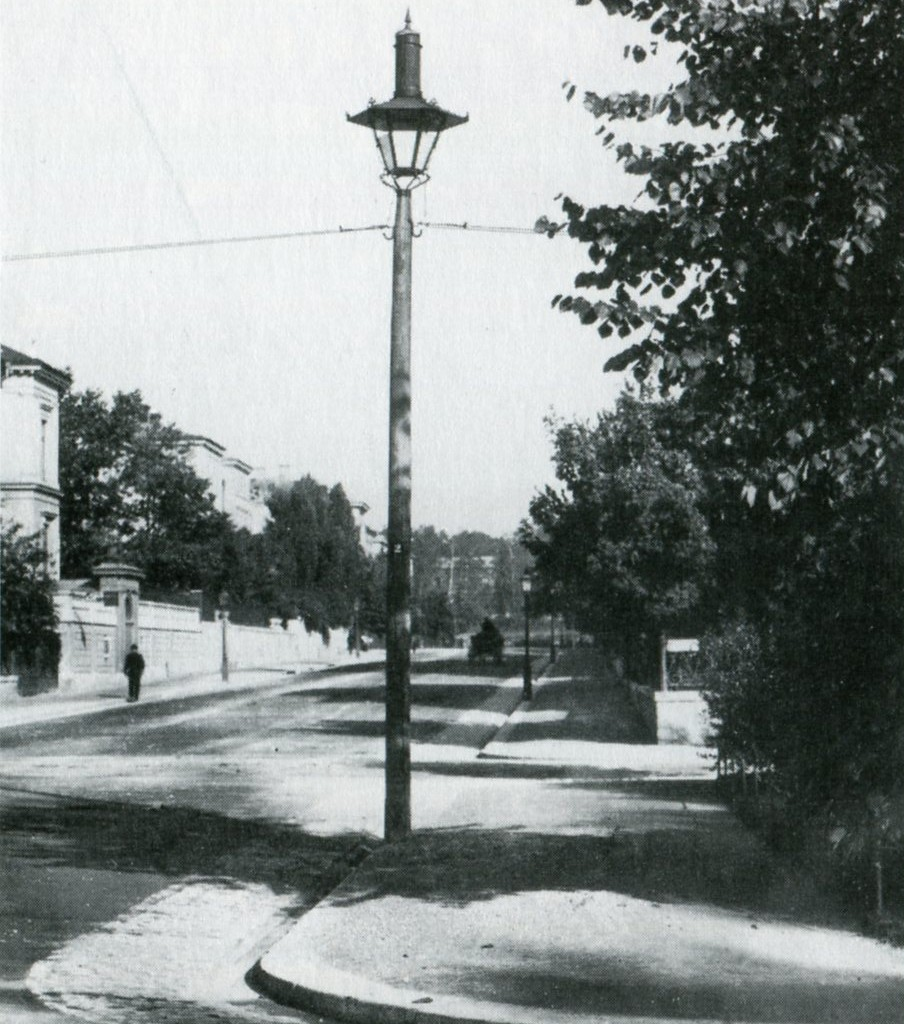
Bågljusbelysning på Villagatan 1883, en av de första i Stockholm.

I Stockholm gjordes 1877 trevande försök med båglampor i Sommelius & kompanis oljefabrik vid Skeppsbron. Året därpå installerades båglampor i Blanch’s Café vid Kungsträdgården, dessa rönte stor uppmärksamhet. Det var den första inomhusbelysningen med elektricitet i staden och Blanch’s Café annonserade  ”I afton: Elektriskt Belysning”. Fyra glober med lampor av ryssen Pavel Jablotjkovs konstruktion hängde från taket, matade av en dynamomaskin. Ljuset var skarpt och osande och flyttades därför ganska snart ut i trädgården. För att se spektaklet fick man betala en krona.
I Stockholm genomfördes 1881 mera omfattande prov med elektrisk gatubelysning av affärsmannen Ludvig Fredholm, som 1880 under en resa till bland annat London, Paris och Berlin blivit övertygad om den elektriska belysningens framtidsmöjligheter. 
Den första större försöksanläggningen sattes upp intill Stockholms slott. Det var sex båglampor på Gustav Adolfs torg, sex stycken på Norrbro och fyra stycken på Mynttorget i Gamla stan. Den el-alstrande dynamomaskinen drevs av en 10 hk lokomobil (ångmobil). Belysningen tändes i september 1881, och försöket pågick under cirka en månad. En mera permanent anläggning som var Stockholms äldsta elektricitetsverk invigdes 1888 i ett för ändamålet nybyggt hus i kvarteret Europa vid Finska kyrkan (nuvarande Trädgårdsgatan 4). Verket hade fyra generatorer och försåg hela Gamla stan med elektriskt ljus. På äldre fotografier syns kraftverkets höga skorsten. Driften ställdes in på 1920-talet och byggnaden revs 1959. Området hör numera till Bollhustäppan.
Även vid Villagatan på Östermalm installerades en av den första elektriska bågljusbelysningen, monterad på en enkel trästolpe. Strömmen till lampan kom även här från en ångdriven dynamomaskin. I de påföljande åren byggdes ytterligare några enskilda privata anläggningar.

## Brunkebergsverket

### Verkets tillkomst
En större privat utbyggnad av elverk- och ledningar ville man dock inte ha i Stockholm och stadsfullmäktige avslog ytterligare ansökningar, sedan man hört gasverksstyrelsen. Stockholms gasverk ägde vid samma tid (sedan 1884) Klaragasverket vid Klara sjö. Verket producerade gas till stadens gatubelysning som omfattade i början av 1880-talet cirka 4 000 gatlyktor. 1887 erhöll gasverksstyrelsen uppdraget av stadsfullmäktige att inkomma med ett förslag till  ”en station för lämnande av elektrisk belysning å Nedre Norrmalm och Blasieholmen”  med 10 000 lampor. Inklusive elektricitetsverk och ledningar skulle det kosta 1,6 miljoner kronor. Förslaget klubbades av stadsfullmäktige den 13 december 1889.

### Verkets tekniska utrustning

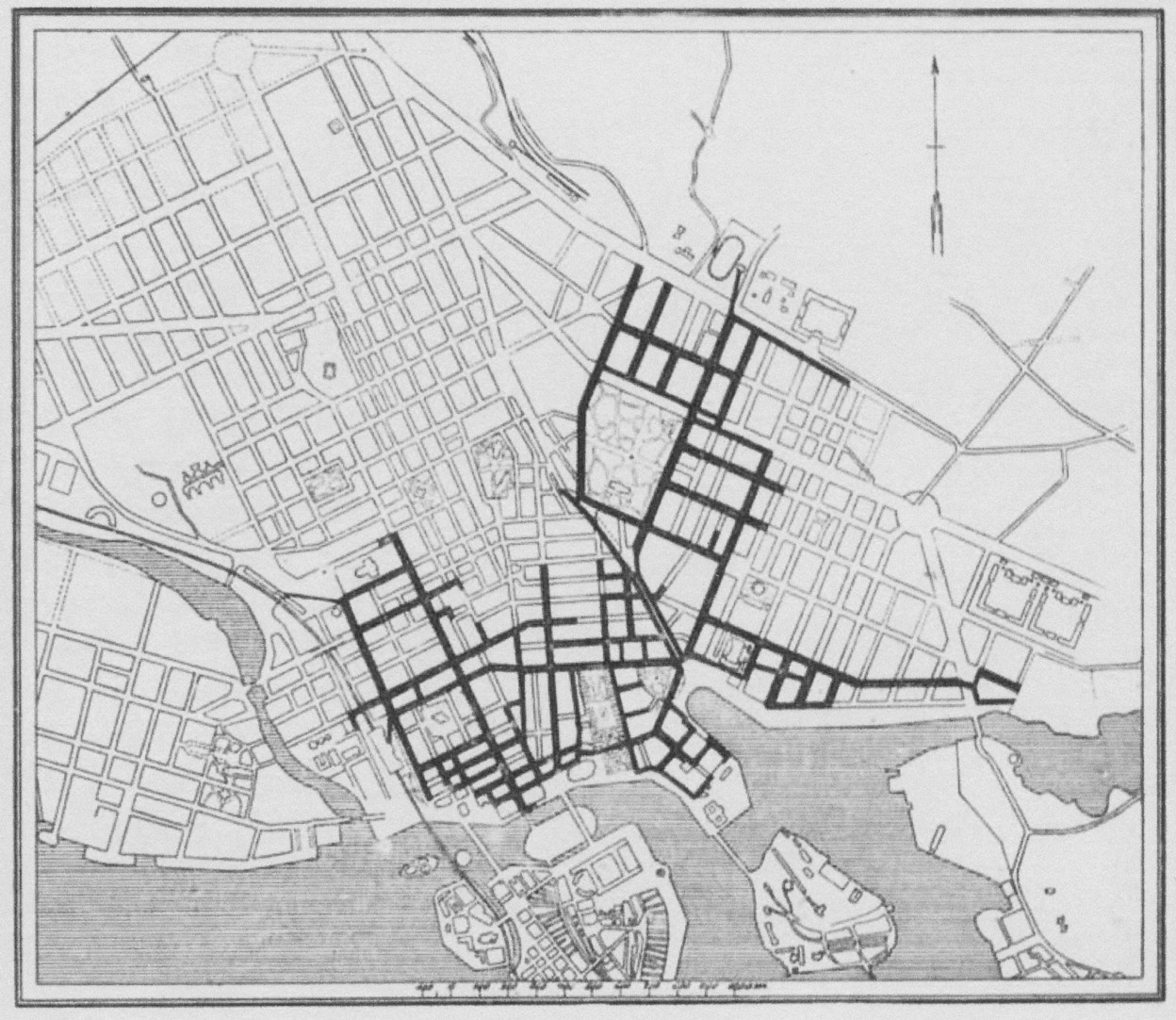
Stockholms stads elektriska ledningsnät 1896.

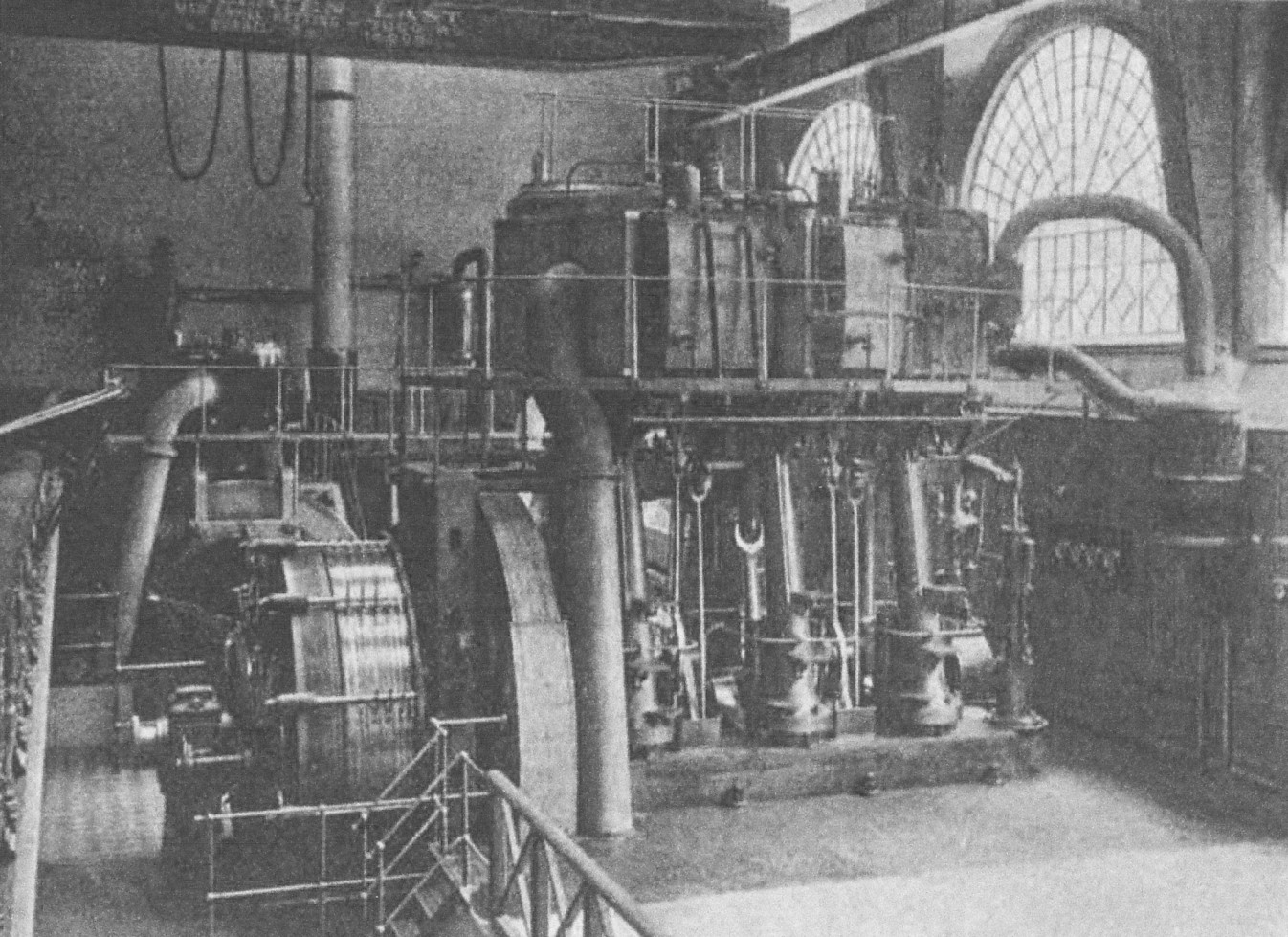
Brunkebergsverkets ångmaskinhall 1896.

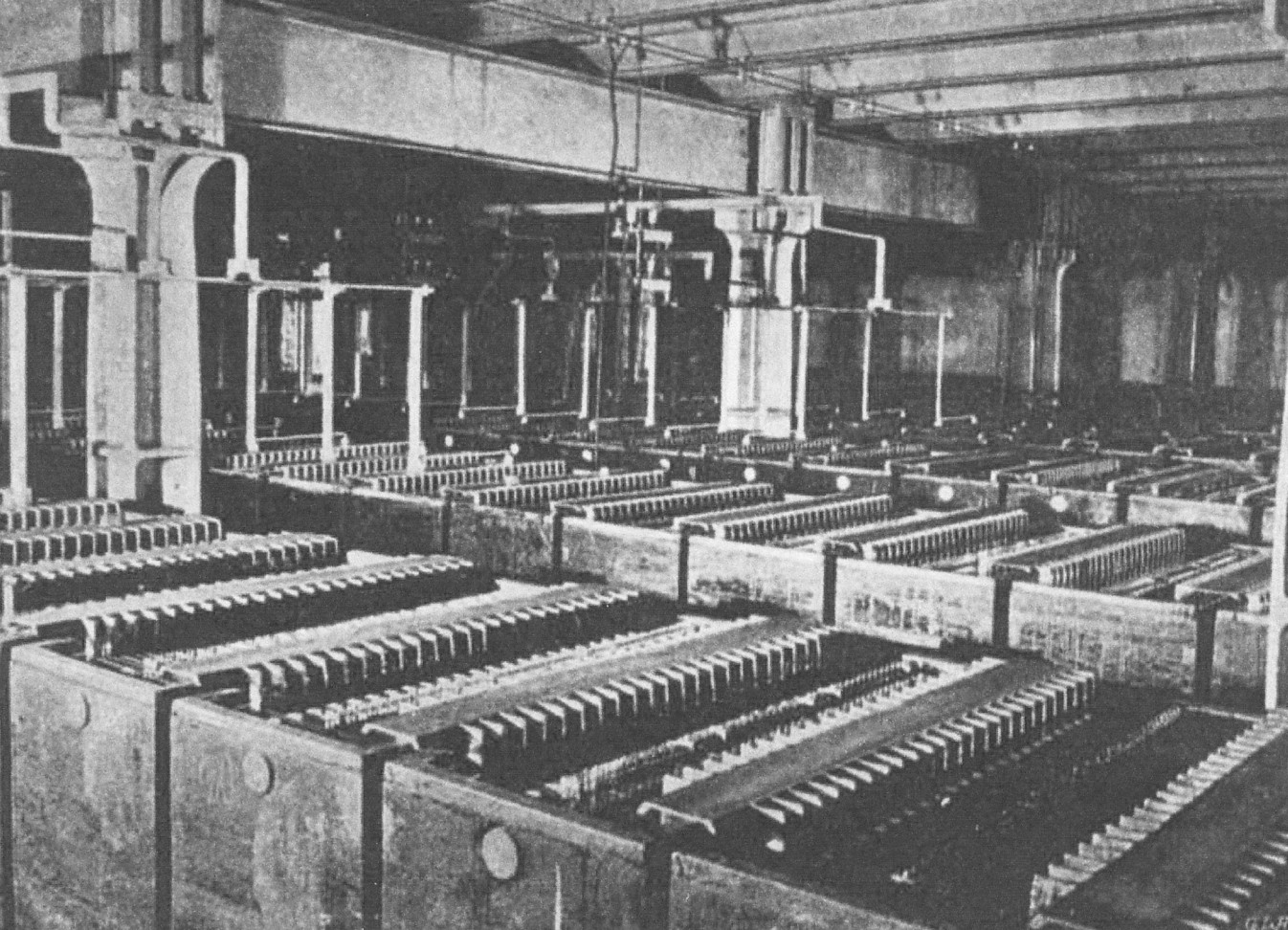
Verkets ackumulatorrum 1896.

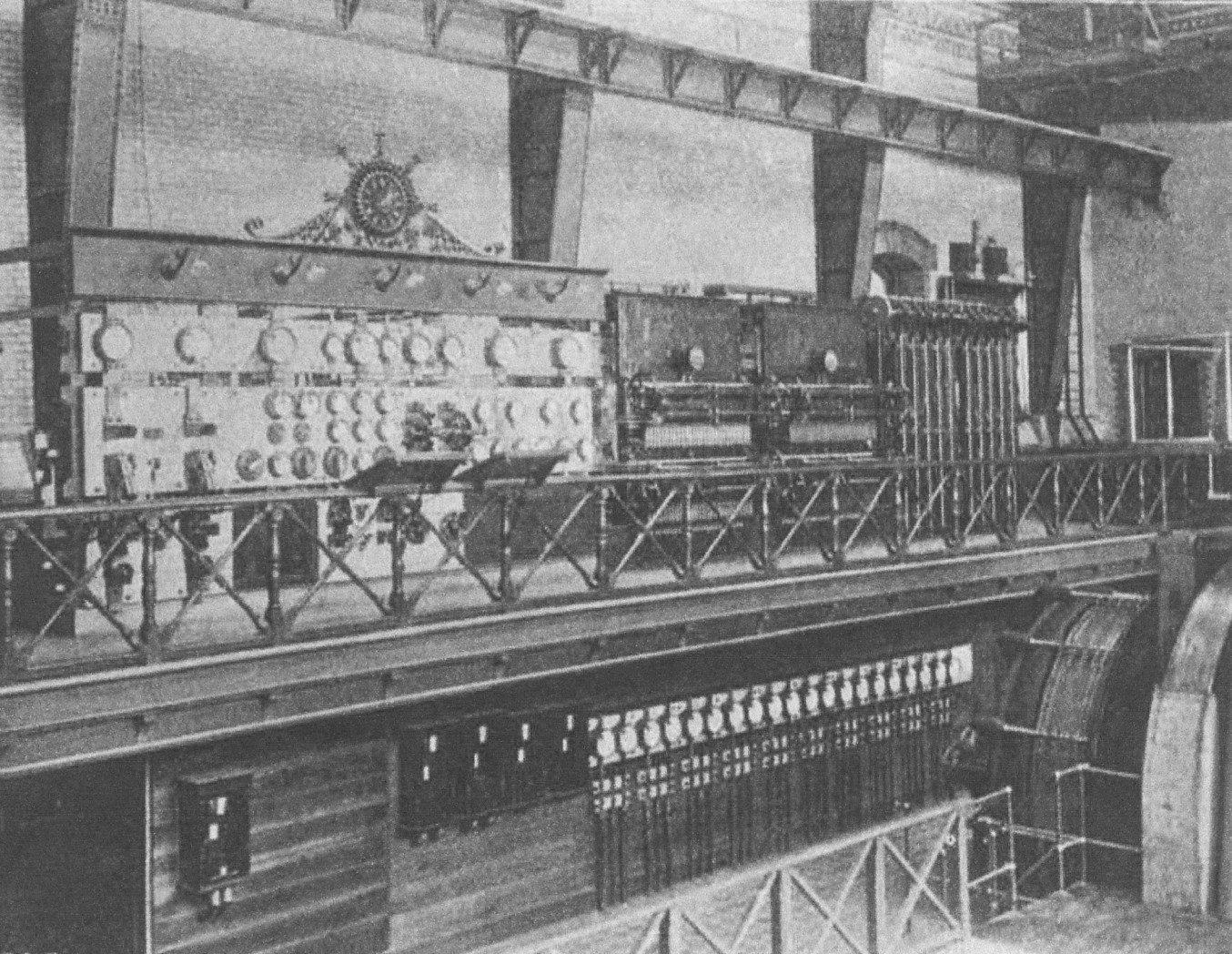
Verkets instrumenttavla 1896.

Brunkebergsverket byggdes efter ritningar av arkitekten Ferdinand Boberg och för den tekniska delen ansvarade bland annat gasverkschefen överingenjören Adolf Ahlsell, det var alltså samma grupp män som även stod bakom tillkomsten av Värtagasverket som projekterades praktiskt taget samtidigt (invigt 1893). Teknisk chef för verket blev August Decker.
Den 13 juli 1892 var verket och ledningsnätet färdigt och den 1 september samma år tändes 1 024 glödlampor på Nedre Norrmalm i bostäder och butiker. Till första kund utsågs Sörmans klädbutik på Regeringsgatan. Butiken fick gratis ljus fram till elektricitetsverkets officiella öppnande den 1 september.
Den elektriska strömmen kom från gigantiska ackumulatorbatterier av typ Tudor från  Accumulatorenfabrik Actiengesellschaft, Hagen i Westfalen, Tyskland. Dessa laddades av dynamomaskiner (generatorns föregångare) av märke Siemens & Halske, Berlin. Dynamomaskinerna i sin tur drevs av tre ångmaskiner av svenskt ursprung, och ångmaskinerna matades med ånga från fyra vattenrörsångpannor av engelsk och svenskt konstruktion, bland annat en maskin från Motala verkstads nya aktiebolaget. Ångpannorna eldades huvudsakligen med koks från Klaragasverket.  
År 1896 gick 13 stycken huvudledningar ut från verket och in under Stockholms gator och torg. Hela ledningsnätet var utfört med kopparkablar, isolerade med juteväv och införda i en tät blymantel samt med järnband och asfalterad jutespinning utanpå. Ledningarna lades direkt i jorden längs trottoarerna. Bara i gatukorsningar skyddades de med järnrör eller med kalkstensplattor. Även kablarna hade levererats av Siemens & Halske.
Det första året förbrukades 165 000 kWh, en elanvändning som vuxit sig ungefär 125 000 gånger större
under de 100 år som därefter passerat (uppgift från 1998 för Stockholms län, Stockholms Statistiska årsbok 2001).
Priset för elektrisk ström för belysning var 1892 hela 80 öre/kWh vilket innebar att endast bättre bemedlade privatpersoner och lyxbutiker hade råd med den nya energiformen.
Snart utökades ledningsnätet och maskinparken och vid tiden för den  Allmänna konst- och industriutställningen 1897 fanns omkring 50 000 glödlampor, 1 100 båglampor och 85 motorer som matades med ström från kommunala och privata anläggningar, förbrukningen mättes av 643 elmätare. Spänningen var 2 x 110 volt likspänning.
Vid denna tid var endast likspänning kommersiellt användbart för eldistribution, men på flera håll i världen pågick utvecklingen av växelspänningssystem. En av pionjärerna på det här området var svensken Jonas Wenström, teknisk chef för ASEA i Västerås. Överföring av elenergi på längre sträckor var vid Brunkebergsverkets tillkomst inte tekniskt möjligt. Man var därför tvungen att placera det nya Brunkebergsverket så centralt som möjligt mitt i distributionsområdet och mitt i centrala Stockholm, trots att sot från eldningen av ångmaskinerna var mycket störande för omgivningen.
I slutet av 1890-talet var Brunkebergsverket fullt utbyggt. En karta över ledningsnätets utbredning i Stockholm år 1896 visar täckning i Nedre Norrmalm, Blasieholmen, delar av Strandvägen längs Riddargatan fram till Nobelparken, där ett Nobelpalats planerades. I de norra delarna täckte nätet västra Östermalm kring Humlegården ända upp till Villagatan, där en förnäm villabebyggelse stod klar omkring 1890. Ledningsnätet hade vid denna tid en längd på cirka 120 kilometer.

### Byggnad

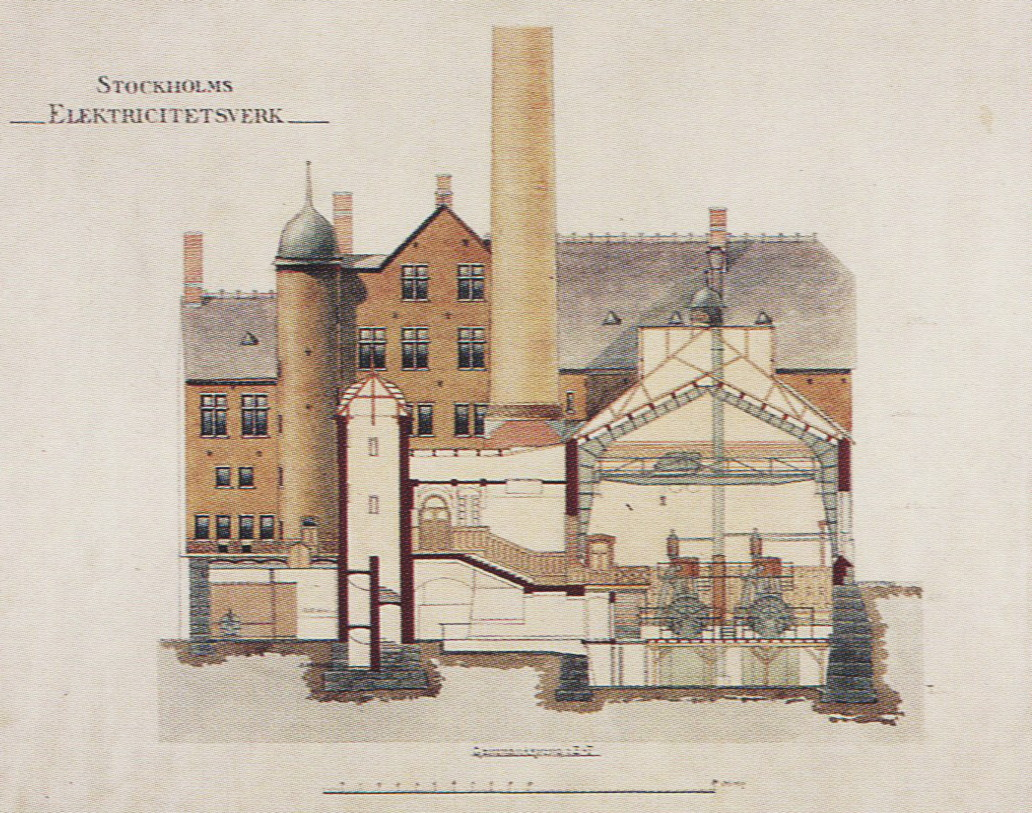
Bobergs sektionsritning.

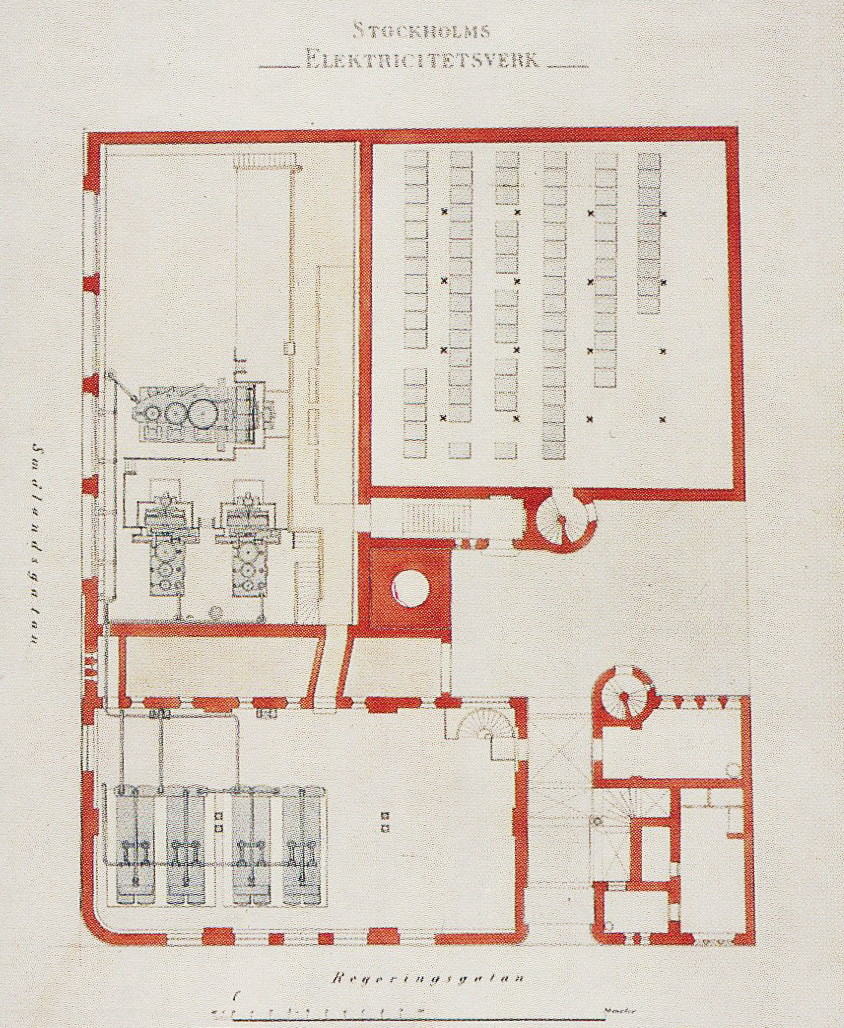
Bobergs planritning.

Gasverkets chef, Adolf Ahlsell, bad sin vän Ferdinand Boberg att stå som ansvarig arkitekt för gestaltningen av det nya elektricitetsverket vid Regeringsgatan. Tomten för nya verket blev kvarteret Hästen nr 6, adress Regeringsgatan 38, där nuvarande varuhuset NK har sin sidoentré. Boberg var samtidigt med elverket även sysselsatt med ritningar till nya Värtagasverket och Ahlsell kallade därför Brunkebergsverket för "gasverkets lilla syster".
Elverket blev dock ingen liten byggnad. I bottenvåningen, mot Smålandsgatan, inrymdes ångpanneanläggningen, i bakgården anordnades det stora ackumulatorrummet och i övriga våningar fanns verkstäder samt bostads- och kontorslokaler. I centrum av anläggningen reste sig en cirka 40 meter hög skorsten. Trapphuset markerade sig i fasaden som en tourell (ett mindre torn), som förde tanken till nybarock. Även invändigt hade Boberg lagt ner mycket omsorg i estetiskt tilltalande lösningar med vackert slagna valv och freskomålningar.
Mest iögonfallande blev det stora valvet mot Regeringsgatan över portiken till bakgården. Här hade Boberg vidareutvecklat rundvalvet från brandstationen i Gävle från 1889. Valvets gestaltning var rundbågigt och samtidigt inåtvälvt med en antydan till hästskoform eller magnetform. Valvets yttre krans var smyckad med en bård av små glödlampor som sammanhölls med en tvåledad kabel, allt uthugget i sandsten. I överstycket fanns texten "STOCKHOLMS ELEKTRICITETSVERK". Vid sidan därom två lagerkransar med namnen på några av de stora uppfinnarna inom elektroteknikens område, Volta, Ampère, Ohm, Faraday, Gramme, Hefner-Alteneck och Edison.
Det hela kröntes av en med elektriska flammor omgiven S:t Erik och en elektrisk ljusglob. När Brunkebergsverket revs i början av 1960-talet räddades portalen till dåvarande Stockholms elektricitetsverkets huvudkontor vid Tulegatan 9-11.

### Brunkebergsverkets portal år 2008
Brunkebergsverkets portal på sin nuvarande plats vid Tulegatan

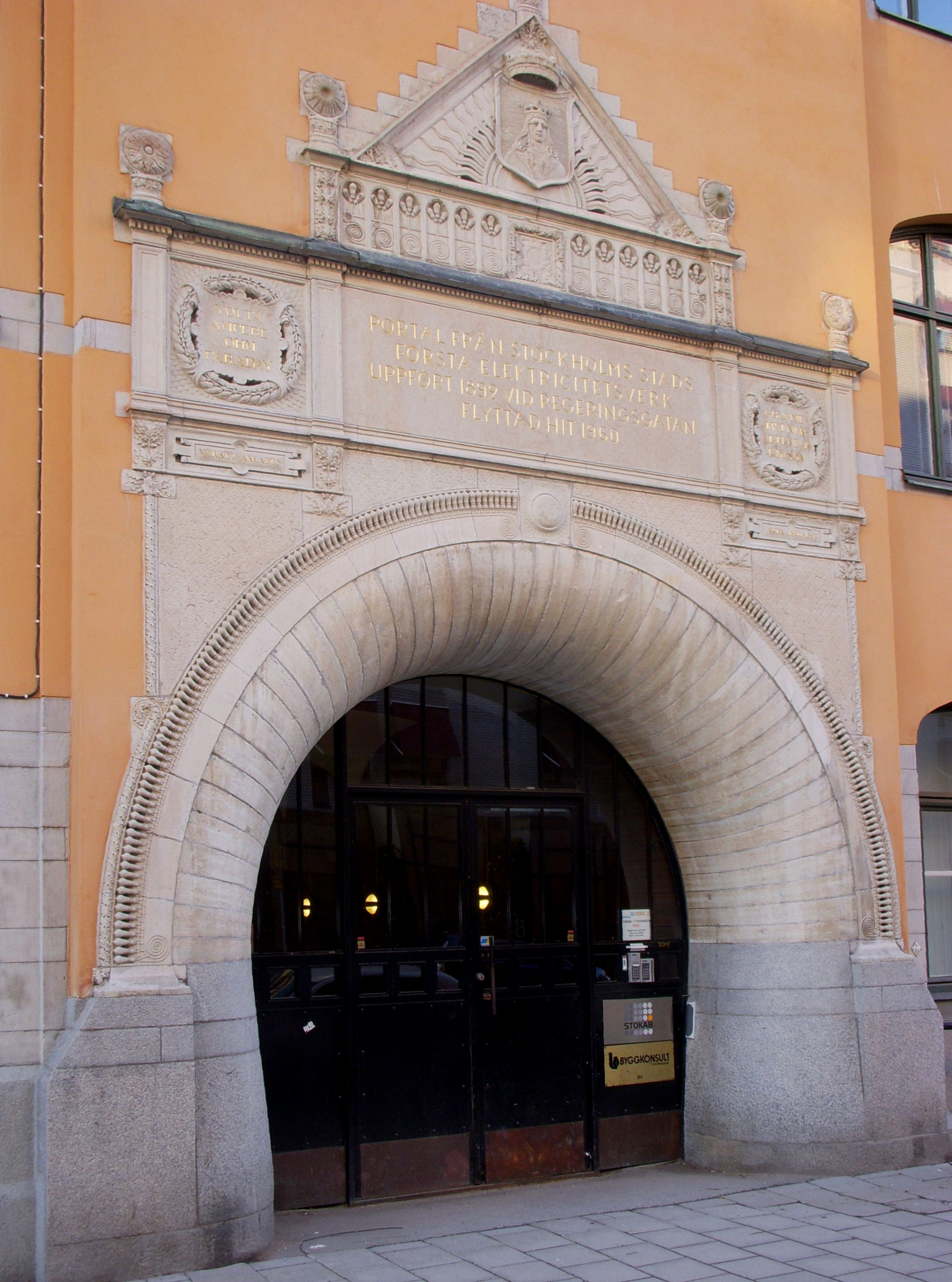
Portalen
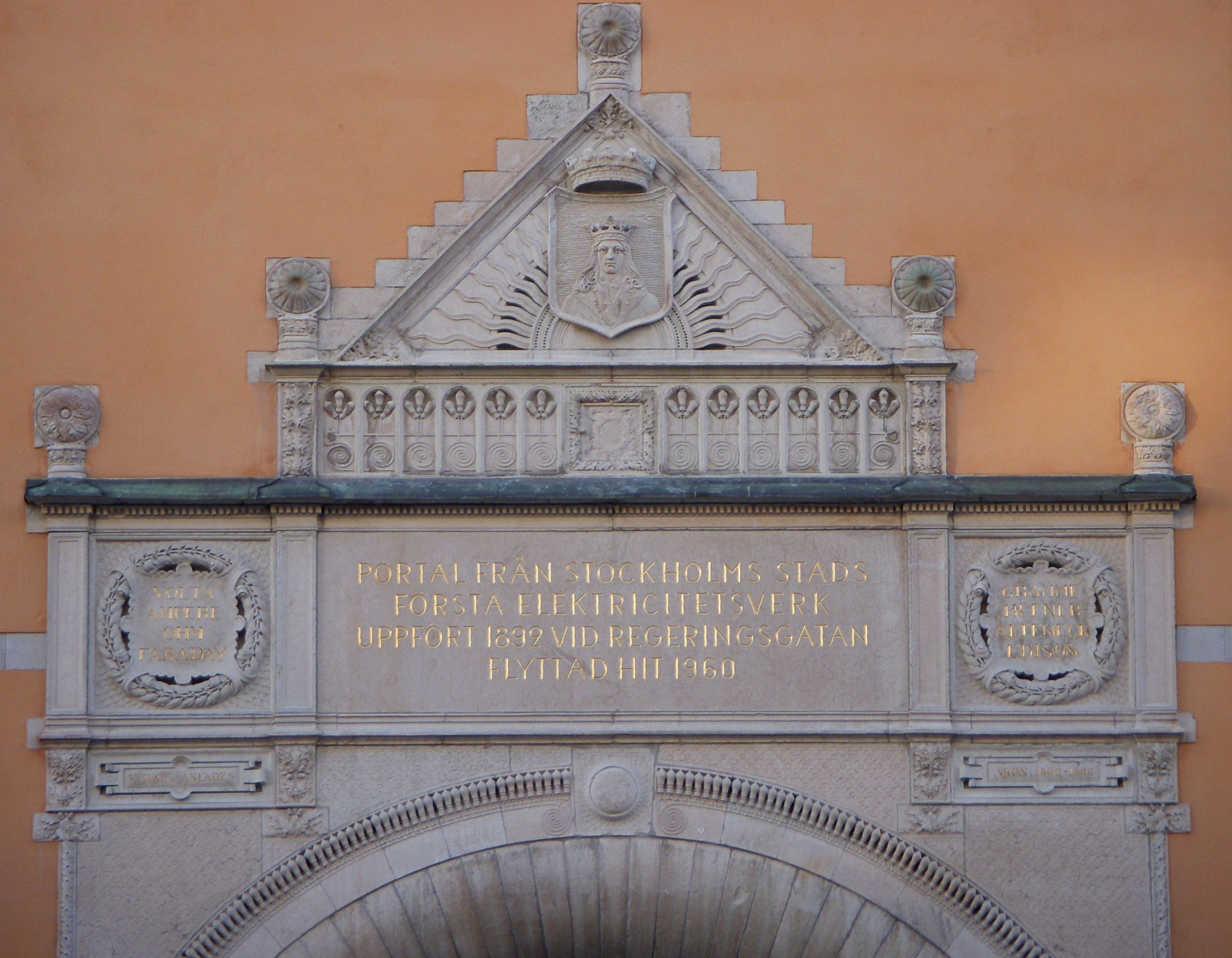
Portalöverdelen
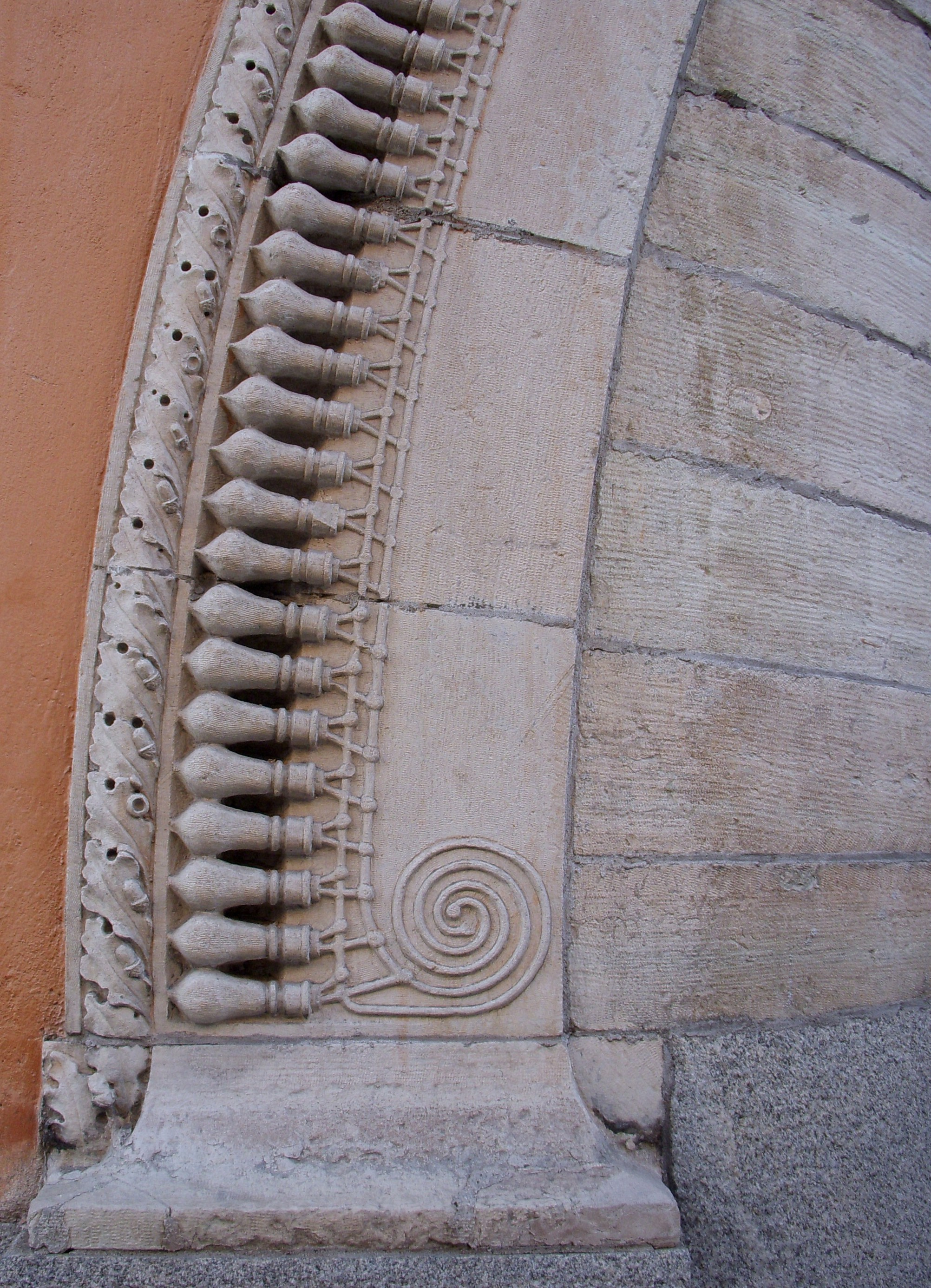
Fris av glödlampor
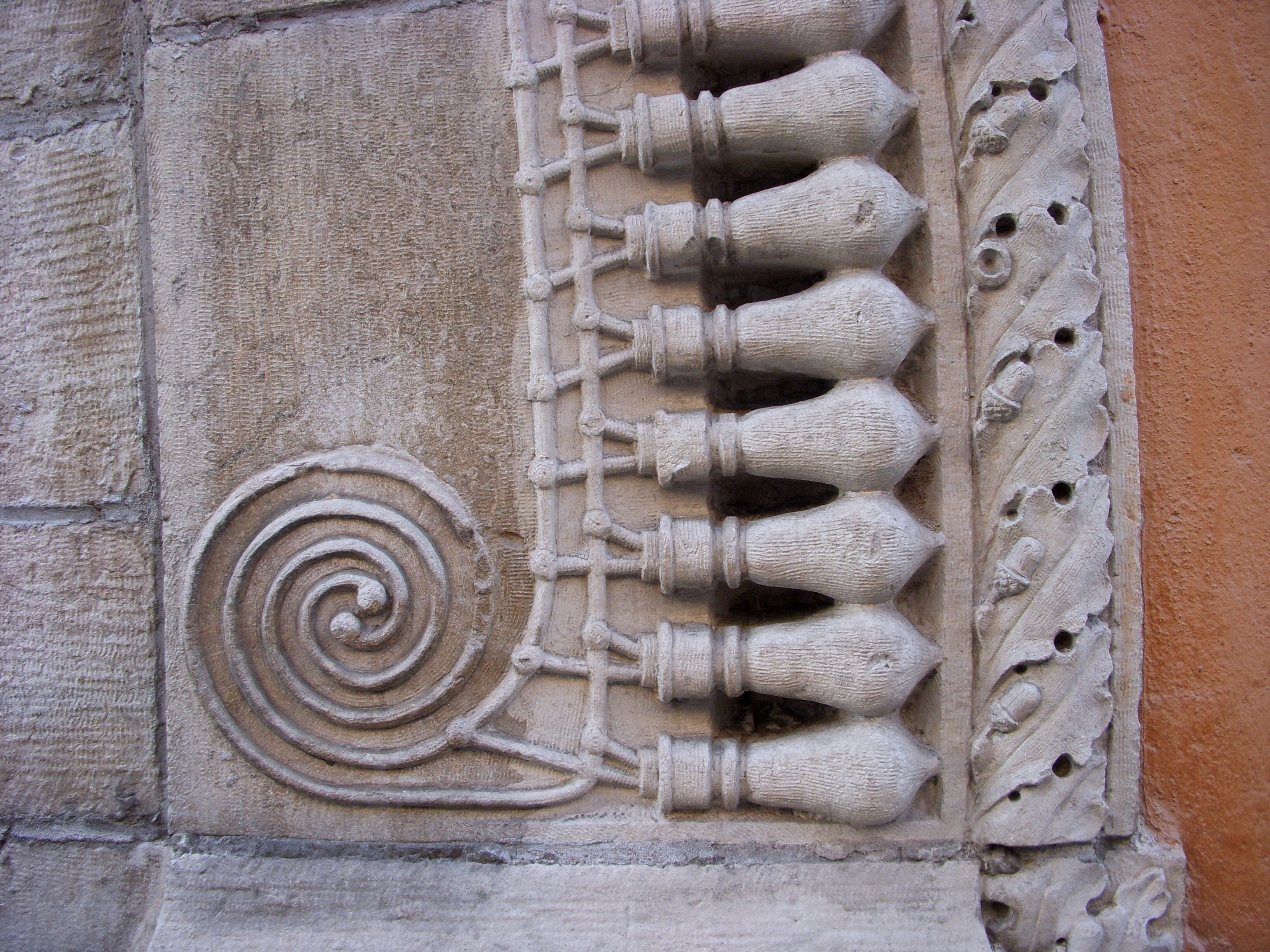
Detalj, glödlampor
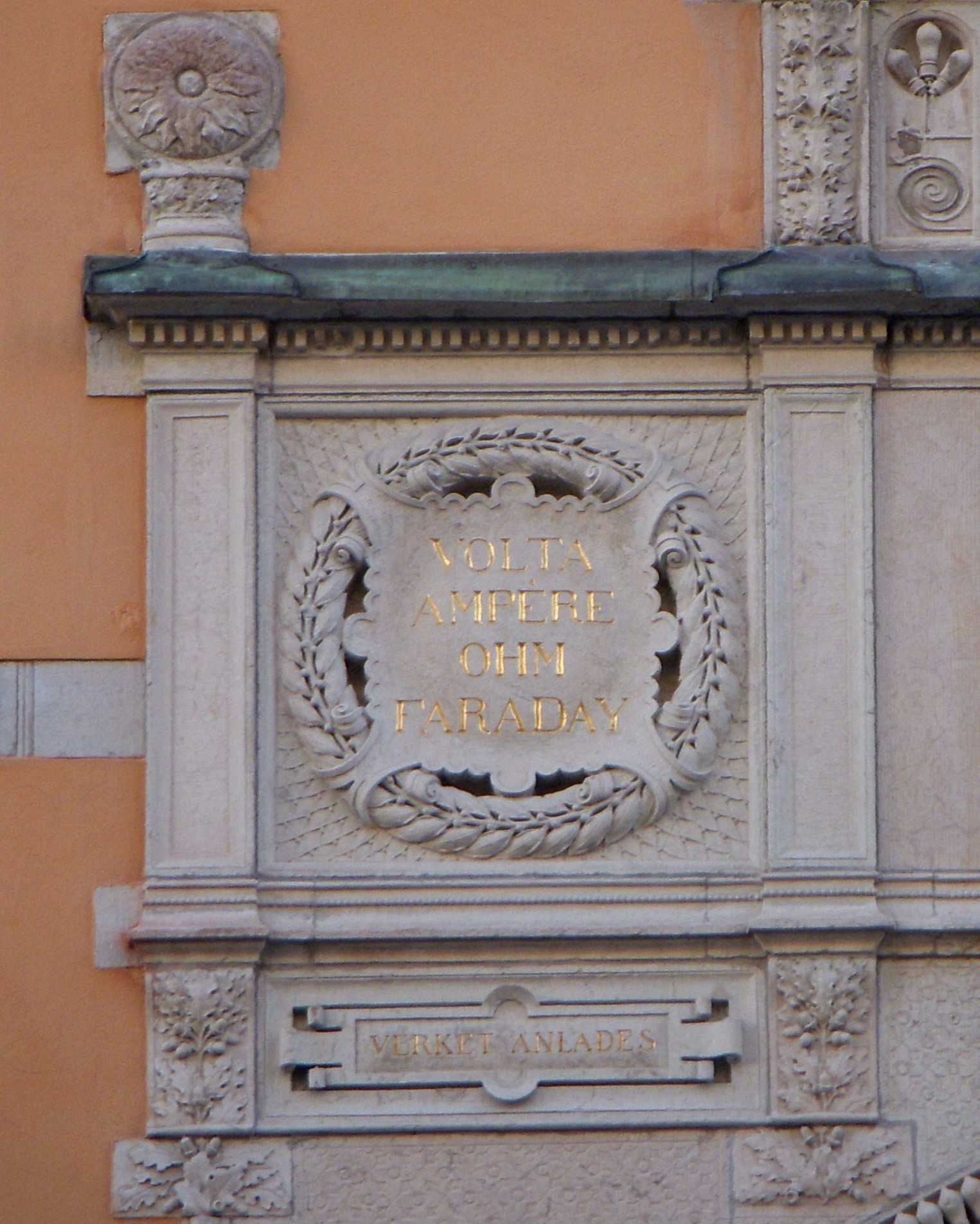
Detalj, text

### Brunkebergsverkets avveckling

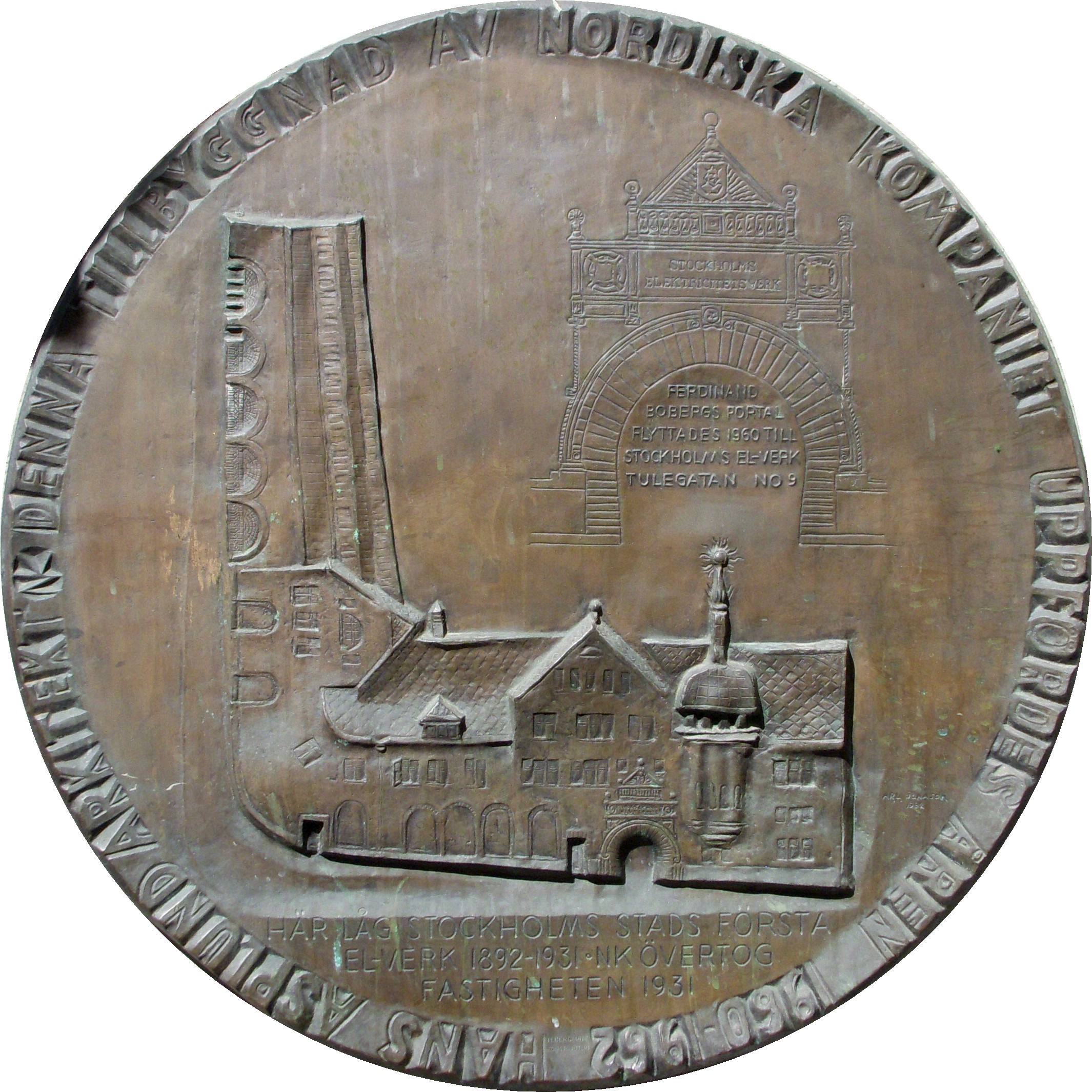
Minnesplakett på NK:s fasad.

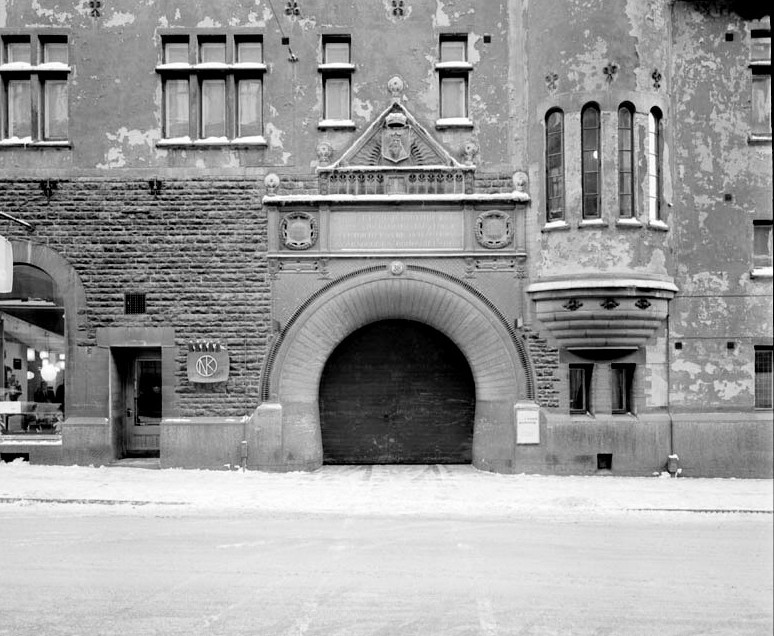
Brunkebergsverkets fasad 1960, när NK hade sin verksamhet där. Foto: Lennart af Petersens.

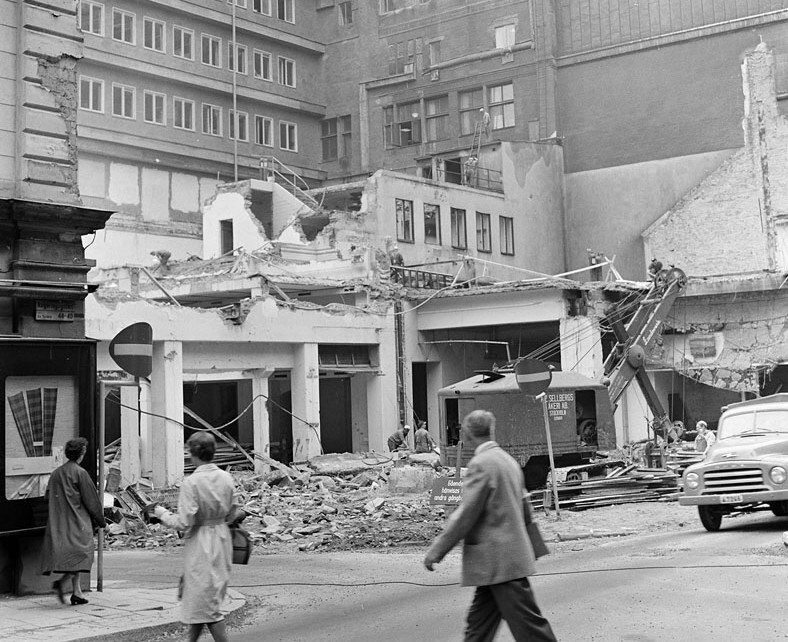
Brunkebergsverkets sista rester rivs, 1960

Genom utvecklingen av växelströmsöverföringar hade det vid blivit tekniskt möjligt att överföra elkraft från vattenkraftverk över längre sträckor, när 1893 en av världens första kommersiella kraftöverföringar mellan Hällsjön och Grängesberg i Bergslagen invigdes. 
Stockholms stad försökte hyra statens vattenkrafttillgångar i Älvkarlebyfallen, men det misslyckades. Lösningen blev då att uppföra en ny ångkraftstation, Värtaelverket, vid Lidingövägen i Hjorthagen, även här användes koks från det närbelägna Värtagasverket till eldning av ångpannorna. Värtaverket togs i drift år 1903. Kraften producerades i form av trefas växelström 6 kV och 25 Hz som fördelades via ett 6 kilovolt kabelnät till omformarstationerna. 
Det behövdes ett stort antal sådana understationer, bland annat Tulestationen vid Tulegatan (byggd 1902–1906), Kronobergsstationen, vid S:t Göransgatan (1902–1905) och Katarinastationen på Södermalm (1903), samtliga med Ferdinand Boberg som arkitekt. Katarinastationen finns kvar än idag och är sedan år 2000 ombyggd till Stockholms moské. I dessa stationer omvandlades växelströmmen till likström i omformare. Distributionen till kunderna skedde fortfarande med likström men med successiv övergång till den högre spänningen 2 x 220 volt. Likströmsdistributionen var inte avvecklad förrän i början av 1970-talet.
År 1911 avvecklades elproduktionen i Brunkebergsstationen. Att distribuera elektriskt ström från batterier via ett likströmsnät medförde alltför stora överföringsförluster. Brunkebergsverket måste betraktas som en tidig experimentanläggning som producerade elektricitet under en tidsperiod av enbart 19 år. Verket ändrades 1911 till att vara enbart omformarstation i distributionsnätet.
I sin septemberutgåva 1932 skrev Teknisk Tidskrift att Brunkebergsverket "nyligen blivit införlivat med Nordiska kompaniet", men fasaden mot Regeringsgatan fanns kvar så sent som 1960, då den fotograferades av Lennart af Petersens. I samband med NK:s tillbyggnad mot norr i början av 1960-talet försvann Brunkebergsverket slutgiltigt från Stockholms stadsbild. En minnestavla i brons på NK:s fasad mot Regeringsgatan erinrar härom; texten lyder: "Här låg Stockholms stads första el-verk 1892-1931 - NK övertog fastigheten 1931".

## Referenser

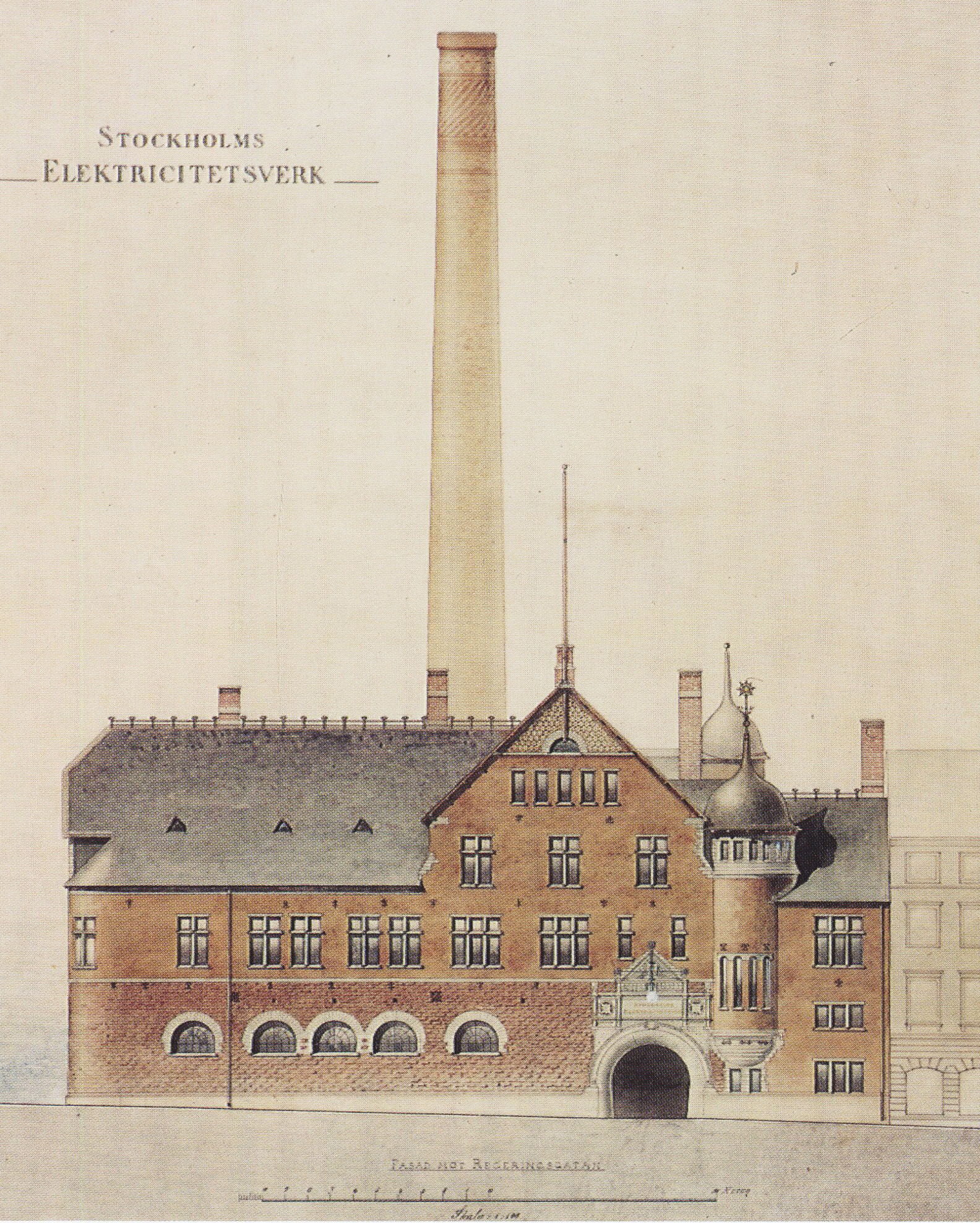
Brunkebergsverket, fasad mot Regeringsgatan, Bobergs illustration till Stockholmsutställningen 1897.